# バイオニクルの登場キャラクター
本項では、レゴ社が製造販売していた玩具シリーズ『バイオニクル』に登場する架空のキャラクターについて記述する。
本項で用いられる専門用語に関してはバイオニクル#用語・アイテムを参照。

## 主要人物
マタ・ヌイ/Mata Nui
マトラン・ユニバースの部族主神。遥か昔、マトランを世界に齎し、「団結・義務・宿命」の3つの美徳を授けた。崇拝される彼を妬んだマクータから呪いを受けて永い眠りに落ちてしまう。
長きに亘るトーア達の活躍と、生命のグレートカノイ「イグニカ」の力によって復活する。
マクータ/Makuta（テリダックス/Teridax）
マタ・ヌイの弟とされる存在で、ブラザーフッドの首領。本名はテリダックスというが、何らかの理由でマクータと呼ばれている。

## 敵

### ボロック/Bohrok
バーラッグの手先。同型の個体が複数存在する。首を伸ばして頭突きを放ち、手足を畳むとボール状に変形する。
本体は頭部に収納されたクラナ/Kranaというマスク状の寄生体で、相手の顔に張り付いて操ることができる。クラナがいないとボロックは動かなくなる。
上位種のボロックカル/Bohrok-Kalも存在し（こちらは一体づつしか存在しない）、高い言語能力や普通のボロックとは異なる力を有する。
ターノック/Tahnok
炎を操る。
ターノックカル/Tahnok-Kal
ボロックカルのリーダー格。電気を操る。手の部分には炎を象った部分があるが、公式で炎に関する能力があると説明されたことはない。
コーワック/Kohrak
氷を操る。
コーワックカル/Kohrak-Kal
超音波を操る。媒体によっては幻聴かテレパシーのような物を使っていた事もある。
ガーロック/Gahlok
水中を高速で泳ぐことができる。
ガーロックカル/Gahlok-Kal
磁力を操る。
レーバック/Lehvak
両手のハサミから酸を発射する。
レーバックカル/Lehvak-Kal
空気を操る。媒体によっては「バキューム波」という技を使っていた事もある。
パーラック/Pahrak
怪力を武器とする。
パーラックカル/Pahrak-Kal
プラズマを操る。
ヌーボック/Nuhvok
パーラックと同じく怪力を持つ。
ヌーボックカル/Nuhvok-Kal
重力を操る。

### ラクシ/Rahkshi
マクータがマタ・ヌイ島に送り込んだ刺客。ラクシ自体に命は無く、クラータ/Kraataという生物が宿ると動き出す。それぞれが特殊能力と両端に刃の付いた槍を持ち、飛行も可能。
『BIONICLE -マスク・オブ・ライト- ザ・ムービー』にも登場。2010年の玩具シリーズ『BIONICLE STARS』では新規造形の黄色い個体が登場・販売された。
レラーク/Lerahk
体色は緑。猛毒を操る。
グラーク/Gurahk
体色は青。槍から物体を粉砕するビームを発射する。
パンラーク/Panrahk
体色は茶色。槍から爆発エネルギーを発射する。
タラーク/Turahk
体色は赤。恐怖を植え付ける。
カラーク/Kurahk
体色は白。怒りや闘争心を植え付け、仲間割れさせることも可能。
ボラーク/Vorahk
体色は黒。相手の力やエネルギーを吸い取ることができる。

### ピラカ/Piraka
イグニカを狙う、元ダークハンターの一団。
ザクタン/Zaktan
“ならず者”の異名を持つ、ピラカ一味のリーダー。体色は緑。
ハカーン/Hakann
“荒くれ者”の異名を持つピラカ。体色は赤。
ヴェゾック/Vezok
“けだもの”の異名を持つピラカ。体色は青。
アヴァック/Avak
“つわもの”の異名を持つピラカ。体色は茶色。
レイダック/Reidak
“曲者”の異名を持つピラカ。体色は黒。
トック/Thok
“流れ者”の異名を持つピラカ。体色は白。
ヴェゾン/Vezon
体色は黒。巨大化したフェンラックを使役している。

### バラッキ/Barraki
ヴォヤ・ヌイの海底深くに生息する邪悪な海棲生物。
タカドックス/Takadox
普段は小さな洞窟に身を潜め、近づいた獲物を長い腕の鋭利なナイフでなで斬りにする。
カルマー/Kalmah
左手の吸盤を持った長い触手を自在に操り、捕縛した獲物を押し潰す。
カラパー/Carapar
全身が厚い甲羅に覆われており、電撃以外の攻撃にはビクともしない。
マンタックス/Mantax
海底を這って獲物に忍び寄り、強力な牙で背後から瞬時に襲い掛かる。
エーレック/Ehlek
背部に備えた無数の棘から瞬間的に電気を発し、獲物を一瞬にして麻痺させる。
プライダック/Pridak
気が短く残酷であり、鎧をも切り裂く剃刀のような歯を武器とする。素早い動きと驚異的な泳力を誇り、無防備な獲物を頭上から静かに襲い掛かる。

### その他の敵
バーラッグ/Barahg Twins
獣脚類に似た姿の双子の怪物。体色がカードックは青、ガードックは赤である。
クラナやボロクーバの大群を支配下に置き、マタ・ヌイ島に多大な被害を齎すが、トーア・マタによって倒される。
ボロクーバ/Bohrok Va
バーラッグに従う雑兵的存在。ボロックのように同型の個体が複数存在し、クラナを背中に載せて運ぶ等のサポートを担う。
ニディーキ/Nidhiki
テリダックスに仕えるダークハンターで、4本の脚とハサミを持つ怪物。頭の切れる戦略家で、卑劣な罠で敵を陥れる。脚をたたむと飛行が可能となり、口からエネルギーウェブを吐く。
元はメトロ・ヌイを護るトーアの一人だったが、仲間を裏切ってダークハンターとなり、ルーダカの力で現在の姿へと変貌した。
リカーンやトーア・メトロと対峙するが、最期はクレッカやニヴォークと共にテリダックスに吸収される。
クレッカ/Krekka
ニディーキの相棒。知能の低いが怪力の持ち主で、ニディーキに従って動けば凄まじい脅威となる。右肩付近にシューターを装備し、ニディーキと同じく飛行できる。
シドラック/Sidorak
ヴィソラックを率いる司令官。左腕のハーディングブレードからはビームを発射できる。
ルーダカに想いを寄せ、結ばれる事を夢見ていたが、結局は彼女に利用されただけであった。

## その他
ルーダカ/Roodaka
ヴォーテックス族の女性で、キサ島の出身。触れた者を変異させるローツカ・スピナーを操る。
シドラックの副官として共にヴィソラックを率いていたが、彼を蹴落として自分が司令官になるという野心を抱いており、トーア・ホーディカとラハガとの戦いの最中に裏切り、シドラックをキートングに殺害させる。
その後長い年月が過ぎ、テリダックスを助けたルーダカは既にブラザーフッドと対立していたダークハンター達に狙われる事になる。何とか帰って来たキサ島はタートラックによって荒らされ、彼女もあわや殺されそうになるが、タートラックを追ってキサ島に来ていたトーア・ヌーヴァに救われる。その後、彼女はブラザーフッドやダークハンターと完全に決別し、ラハガを元のトーアの姿に戻してタフー達と本当の意味での仲間となった。
アクソン/Axonn
ブルタカ/Brutaka
ヒドラクソン/Hydraxon
イグニカが自らを守らせるため、ポーマトランのデカールを変化させた姿。トーアを超える巨体を誇り、左手首に備えた3枚のナイフやコルダックブラスター、ブーメランを武器とする。